# Leopold von Neumann
Leopold von Neumann (23. října 1811 Zališčyky – 7. prosince 1888 Gries) byl rakouský právník, vysokoškolský pedagog a politik německé národnosti, během revolučního roku 1848 poslanec Říšského sněmu.

## Biografie
Narodil se v haličském městě Zališčyky. Studoval práva na Lvovské univerzitě a Vídeňské univerzitě. Roku 1836 získal titul doktora práv. Nastoupil ke dvorní prokuratuře. Zároveň působil jako suplent přírodních věd a později i statistiky, od roku 1840 profesor diplomatiky a statistiky na Tereziánské akademii ve Vídni. Od roku 1847 přednášel na Vídeňské univerzitě moderní dějiny státu.
Během revolučního roku 1848 se zapojil do politického dění. Byl zvolen do vídeňské obecní rady a ve volbách roku 1848 byl zvolen i na rakouský ústavodárný Říšský sněm. Zastupoval volební obvod Vídeň-Leopoldstadt v Dolních Rakousích. Uvádí se jako doktor, c. k. profesor. Patřil ke sněmovní levici. Na sněmu zasedal až do jeho rozpuštění v březnu 1849.
Roku 1849 byl jmenován profesorem diplomatických dějin a mezinárodního práva na Vídeňské univerzitě. Roku 1865 se zde stal i řádným profesorem statistiky. V roce 1856/1857 byl děkanem právnické fakulty a v letech 1867/1868 rektorem Vídeňské univerzity. Patřil mezi odborníky na mezinárodní právo v Rakousku i v zahraničí. Roku 1880 byl povýšen na barona. Roku 1883 odešel do penze.
V roce 1869 byl jmenován doživotním členem Panské sněmovny (jmenovaná horní komora celostátního parlamentu, Říšské rady). Zde se profiloval jako německý liberál (takzvaná Ústavní strana, liberálně a centralisticky orientovaná).
Zemřel roku 1888 v Griesu u jihotyrolského Bolzana.